# Confine tra Macedonia del Nord e Serbia
Il confine tra la Macedonia del Nord e Serbia è la linea dei demarcazione tra questi due paesi.
Il percorso inizia a ovest fino dalla triplice frontiera tra Serbia - Macedonia del Nord - Bulgaria e si dirige a ovest percorrendo un territorio prevalentemente montuoso fino alla triplice frontiera tra Serbia, Macedonia del Nord e Kosovo.
Dal punto di vista serbo, a causa del non riconoscimento dell'indipendenza del Kosovo, il tracciato frontaliero termina al triplice confine con l'Albania, dove si trova il monte Korab.

## Storia
Dal Trattato di Bucarest (1913), che pose fine alla seconda guerra balcanica, la Macedonia del Nord ha fatto parte del Regno di Serbia, poi Regno di Jugoslavia e dopo ancora della Repubblica Socialista Federale di Jugoslavia come Repubblica Socialista di Macedonia. Dopo lo dissoluzione della Jugoslavia nel 1991, la Macedonia del Nord è diventata indipendente e riconosciuta dalla Serbia l'8 aprile 1996. Nel 2008 si è verificata una rottura delle relazioni tra i due Stati quando la Macedonia del Nord ha riconosciuto l'indipendenza del Kosovo, sebbene le relazioni sono state ripristinate nel 2009.